# Mormonia olivescens
Mormonia olivescens là một loài bướm đêm trong họ Noctuidae.